# Croton saipanensis
Croton saipanensis là một loài thực vật có hoa trong họ Đại kích. Loài này được Hosok. mô tả khoa học đầu tiên năm 1937.